# 1957年の日本の女性史
本項目1957年の日本の女性史（1957ねんのにほんのじょせいし）では、1957年（昭和32年）の日本における女性に関するできごとを時系列的に挙げる。参考文献は日本の女性史年表を参照のこと。
本項目は歴史研究としての女性史ではなく、日本における女性に関するできごとをある体系に基づいて述べようとするものではない。

## 1〜3月
- 1月13日 広島で解雇反対総決起大会が開催され、40歳以上の女性教員400名が出席。
- 1月17日 東京都婦人相談所設置。売春防止法の施行とともに開設。
- 1月22日 北海道教育委員会、共働きの女性教員に退職勧奨を通達。北海道教職員組合、絶対反対を表明。1月24日 通達撤回。
- 1月17日 母親代表久保山すずさんを国連に送る歓送会、母親大会準備会、原水爆禁止日本協議会主催。しかし、米国のビザが取れず渡米中止、抗議声明を発した。

久保山すずは第五福竜丸事件の被爆者・久保山愛吉の妻。
- 1月29日 第11回国際連合総会で「既婚婦人の国籍に関する条約」が採択される。
- 1月30日 ジラード事件。米軍基地で弾拾いの農婦が射殺される。

当時の在日米軍群馬県相馬が原演習地（現相馬原駐屯地）で弾薬を拾っていた農婦を、米兵ジラードが「ママサン、ダイジョウブ」と近くに呼び寄せて銃を向け、射殺した。この事件の裁判権帰属問題で日米間紛糾の後、11月19日 前橋地方裁判所で懲役3年、執行猶予4年の判決が出されたが、この年の12月 ジラードは母国アメリカに帰国してしまった。
射殺された農婦は、砲弾破片を拾い売りして副収入とし、一家8人の生活を支えていた。
- 2月28日 幸田文の『流れる』が日本芸術院賞を受賞。女流文学者では初。
- 3月11日 立川基地のメイド110人、個人雇用切替反対で無期限スト。
- 3月13日 チャタレー事件で最高裁大法廷判決、D・H・ローレンス『チャタレイ夫人の恋人』発禁指令。

文学作品『チャタレイ夫人の恋人』に露骨な性的描写があるとして、出版社と翻訳者・伊藤整が起訴された事件。「猥褻か芸術か」が流行語になるほど世間の注目を集めた。
- 3月26-27日 売春対策国民協議会、売春防止法の完全実施要求の国民会議開催。
- 3月26日 法務省人権擁護局、悪質な芸妓置屋に対し「前借金は無効、芸妓の荷物は返還せよ」という有体動産引渡しの仮処分。

## 4〜6月
- 4月1日 婦人団体「国会活動連絡委員会」結成、婦人有権者同盟・日本看護協会・地婦連・婦人平和協会・大学婦人協会・日本キリスト教婦人矯風会の6団体。
- 4月20-21日 第2回働く婦人の中央集会、総評会館ほかで、1700名が参加。

私たちの賃金・婦人の職場を守るために・母体を守るために・職場における婦人の地位・働くお母さんの問題・恋愛と結婚・私たちの衣食住・仲間づくり の8分科会。
- 4月27日 主婦連代表、厚生省に銭湯料金値上げ反対を陳情。
- 4月- 大阪で第1回消費者大会、関西主婦連主催。男性も含めてすべての消費者を網羅する大会に拡大させようという目的。
- 5月3日 国連婦人の地位委員会の委員国に日本が初当選し、谷野せつが委員となる。
- 5月- 神奈川県で長期の夜間婦人労働大学が開講される（11月まで）。
- 5月- 鴨居羊子、大阪スバル座で下着ショー 。この年、ブラジャーの売上げ増大。
- 5月- 全繊同盟（現・UIゼンセン同盟）、退職手当・時間短縮闘争、7ヶ月にわたる闘争で組合側有利に妥結。

当時、全繊同盟は加盟者30万人を超える、繊維産業関係の労働組合の連合。その運動の成果は日本の労働運動に影響を与えた。加盟者のうち圧倒的多数が女性。
- 6月28日 主婦連・婦団連など、米価審議会へ消費者米価の値上げ反対陳情、9月まで値上げ反対運動が続く。
- 6月- 大阪市内各地に婦人学級・青年学級が設置される。

## 7〜9月
- 7月- 京都府で母子福祉協助員制度が創設される。
- 7月- 主婦連、不良ジュース追放運動始める。官庁・業者側代表と懇談会をもつ等。
- 8月1日 国連NGO国内婦人委員会発足、大学婦人協会・婦人平和協会・日本婦人法律家協会（現・日本女性法律家協会）・日本婦人有権者同盟・日本キリスト教婦人矯風会・YMCAの6婦人団体加盟。
- 8月- ウテナ化粧品、男性用クリームを発売。
- 8月5-17日 国連初の婦人の地位に関する地域セミナー「公民の責任及びアジア婦人の公的生活への参加増大に関するセミナー」がバンコクで開催され、労働省婦人課長の高橋展子が出席。
- 8月13日 憲法調査会委員に女性委員として坂西志保が選出。
- 8月20日 中国地区母と女教師の会、鳥取で。 9月 東北地区、10月 関東地区、11月 四国地区で。
- 9月3-5日 第3回日本母親大会、6000人参加、"母親運動"という言葉が生まれる。
- 9月15-29日 国際婦人労働ゼミナールがプラハで開催。15ヵ国25人が出席し、日本からは代表が3名参加。
- 9月- 大阪市此花区立四貫島小学校で、教師が中心となり共働き家庭児童対策活動行われる。

## 10〜12月
- 10月1日 婦人の結婚退職を条例化、福岡県新吉富村で。
- 10月4日 インド首相ネルーに同行して、インディラ・ガンディー夫人が来日。
- 10月9日 全国農協婦人組織会長会議、農協婦人部の手で映画『荷車の歌』（山代巴 原作）自主製作を申し合わせ。10円資金カンパ運動。1959年1月 映画完成。
- 10月21日 主婦連、結成10周年を迎え「明るい主婦の生活展」、「くらしの工夫コンクール」などの記念行事。
- 10月- 女子大生の就職難をめぐって「業界と女子大卒業予定者との就職問題懇談会」が開かれる。
- 10月- 売春汚職事件

売春防止法の成立阻止のための、赤線業者で構成される全国性病予防自治連合会と自民党議員との贈収賄事件。捜査の裏で検察内部の派閥抗争が絡み、マスコミまでを巻き込んだ大事件へと発展した。
- 10日 大阪市で主婦の店ダイエーが開店。
- 10月 八重洲の大丸、「奥さま、お嬢さまの3時間の百貨店づとめ」というキャッチフレーズでパートタイマーを募集。

この時にパートタイマーという言葉が初めて使われた。
- 11月4日 全国盲婦人大会が東京で開催され、200人が参加。
- 11月7日 逆コースにもの申す婦人大会、家族制度復活反対連絡協議会主催。右翼が妨害 。
- 11月- 総評、第1回「母体保護強化月間」、以後毎年実施。
- 12月4日 元清朝・満州国皇帝溥儀の姪である愛新覚羅慧生、学習院大学の同級生と伊豆天城山中でピストル心中（天城山心中）。
- 12月5-6日 第3回全国農協婦人大会、学習活動・映画製作カンパ・原水爆禁止特別決議、1300人参加。
- 12月7日 海外婦人協会再発足、婦人による国際親善・国内外在住婦人の連絡強化など。
- 12月9日 村山リウ、大阪市選挙管理委員長に選出、初の婦人選管委員長。
- 12月12日 東京都、婦人相談員、婦人金庫を設置。
- 12月15-16日 全司法労働組合全国婦人大会、生産性向上に名をかりる低賃金と労働強化に反対決議。
- 12月26日 久保山すず、アジア・アフリカ諸国民会議に母親代表として出席、カイロで。
- 12月27日 ガールスカウト日本連盟、「母子寮の親子を慰める集い」開催。

## この年
- 「家族制度についての世論調査」、内閣総理大臣官房審議室調査。旧民法・家族制度復活への希望多し。

親との同居義務・相続における長男の優位・扶養における長男の義務・家長の必要性・養子による家の継承等を肯定する意見が多い。嫁に行った娘も親の生活費を負担せよとの意見は3％、嫁に行った娘の相続権を認めるものは30％。農林漁業に従事する郡部の居住者に家族制度的思想が強い傾向。しかし、年齢による差は更に著しく、20歳代と60歳代とでは考えが賛否逆転。
- 猿橋勝子、海洋での放射能物質の拡散の分析方法を開発・完成。

この分析結果により、ビキニ環礁で行われているアメリカの水爆実験による海水汚染濃度はアメリカが発表している数倍から数十倍であることが判明。その後の原水爆禁止運動に大きな理論的根拠を与えた。
1980年には女性初の日本学術会議会員となる。また、「女性科学者に明るい未来をの会」を設立、「猿橋賞」の創設等、女性科学者の地位向上に尽力した。
- 人事院規則10-4（職員の保健及び安全保持）が制定・施行。国家公務員の女子職員及び年少職員について労働基準法に沿った保護に関する事項を定めた。
- 文化服装学院に男子23人が入学し話題となる。その多くがデザイナー志望だった。
- 初の女性週刊誌『週刊女性』創刊。
- 復古調の日本髪や和服がブーム。
- 電気炊飯器、販売台数100万台を突破。
- 流行語「よろめき」